# Zompzegge-berkenbroek
Het zompzegge-berkenbroek (Carici curtae-Betuletum pubescentis) is een associatie uit het verbond van berkenbroekbossen (Betulion pubescentis). De associatie omvat broekbossen die voorkomen op matig zure, natte bodems, met overwegend grassen en veenmossen.

## Naamgeving en codering
- Syntaxoncode voor Nederland (rVvN): r43Aa02
- Natura2000-habitattypecode: (EU-code): H91D0
- BWK-karteringscode: vt

De wetenschappelijke naam Carici curtae-Betuletum pubescentis is afgeleid van de botanische namen van twee vaak voorkomende soorten: zompzegge (Carex curta) en zachte berk (Betula pubescens).

## Fysiognomie
De vegetatie blijft laag, de boomlaag wordt ten hoogste 10 m hoog en bestaat praktisch volledig uit laagblijvende exemplaren van zachte berk. De struiklaag is slechts zeer beperkt aanwezig of ontbreekt volledig. De ijle kruidlaag wordt gedomineerd door grassen en grasachtige planten als de zompzegge. 
De moslaag is zeer sterk aanwezig, een groot deel van de bodem wordt bedekt door een veenmostapijt.

## Ecologie
Het zompzegge-berkenbroek is een voor Nederland zeldzaam bostype, dat voorkomt op matig zure, natte standplaatsen, maar minder zuur en voedselrijker dan het dophei-berkenbroek. Door de hoge waterstand en zuurstoftekort in de bodem, is humificatie van organisch materiaal nauwelijks mogelijk.
De associatie is te vinden op drijftillen in laagveengebieden, in afgesneden beekmeanders, aan de rand van hoogveengebieden en in heidegebieden rond geëutrofieerde vennen.
Het zompzegge-berkenbroek kan zich door verzuring spontaan ontwikkelen uit het moerasvaren-elzenbroek.

## Verspreiding
Het verspreidingsgebied van het zompzegge-berkenbroek is beperkt tot de Noordwest-Europese laagvlakte. 
In Nederland komt deze associatie vooral voor in het laagveendistrict en in kalkarme duinen.

## Diagnostische taxa voor Nederland en Vlaanderen
De associatie heeft voor Nederland en Vlaanderen geen specifieke kensoorten. Het onderscheid met het verwante dophei-berkenbroek wordt gemaakt door de aanwezigheid van een groep moerasplanten zoals het hennegras, riet en grote wederik en mossen als het gewoon sterrenmos. Ook de aanwezigheid van zwarte els en lianen als de wilde kamperfoelie differentiëren deze associatie.
In de onderstaande synoptische tabel staan de belangrijkste diagnostische plantentaxa van het zompzegge-berkenbroek voor Nederland en Vlaanderen.

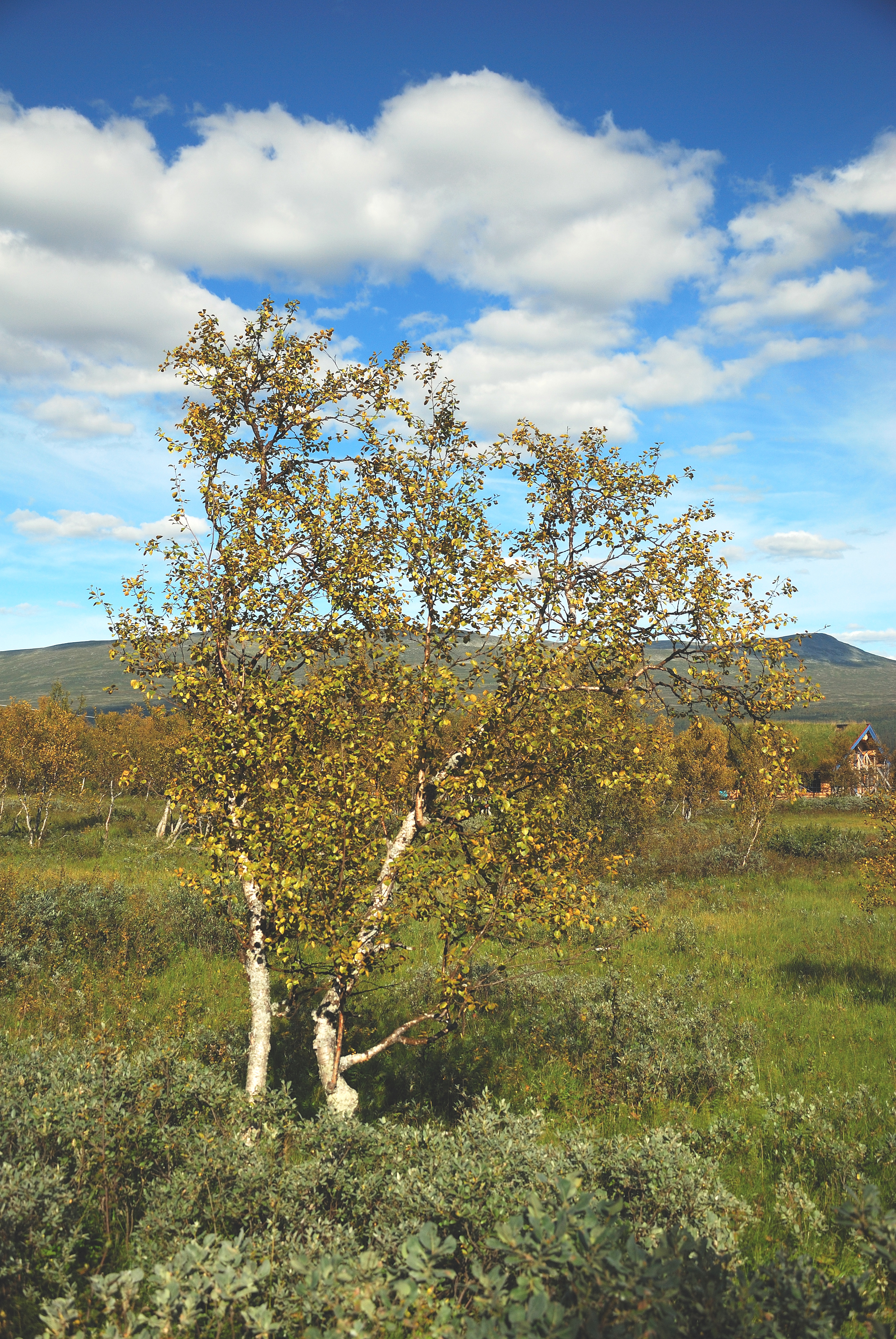
Zachte berk

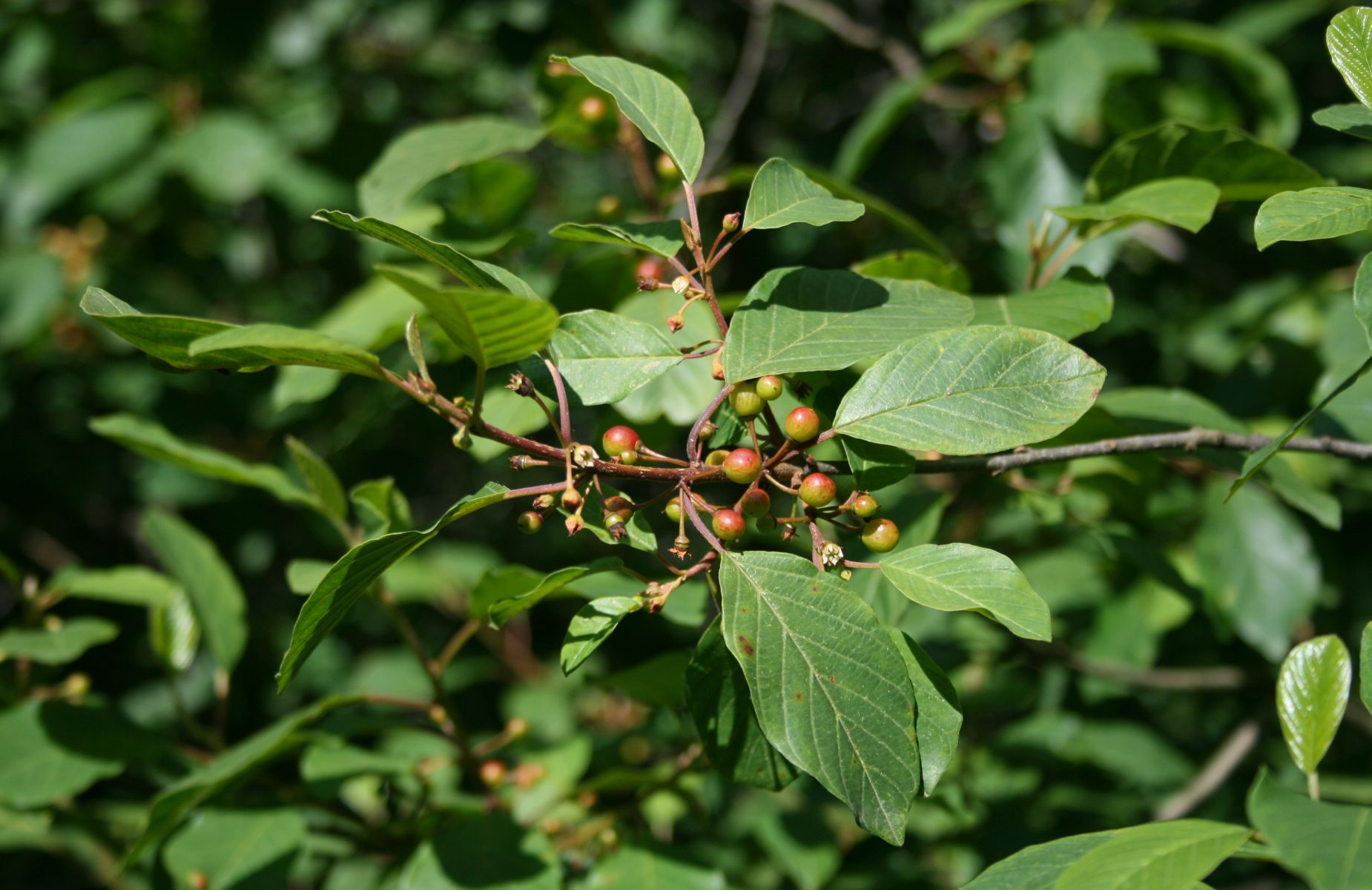
Sporkehout

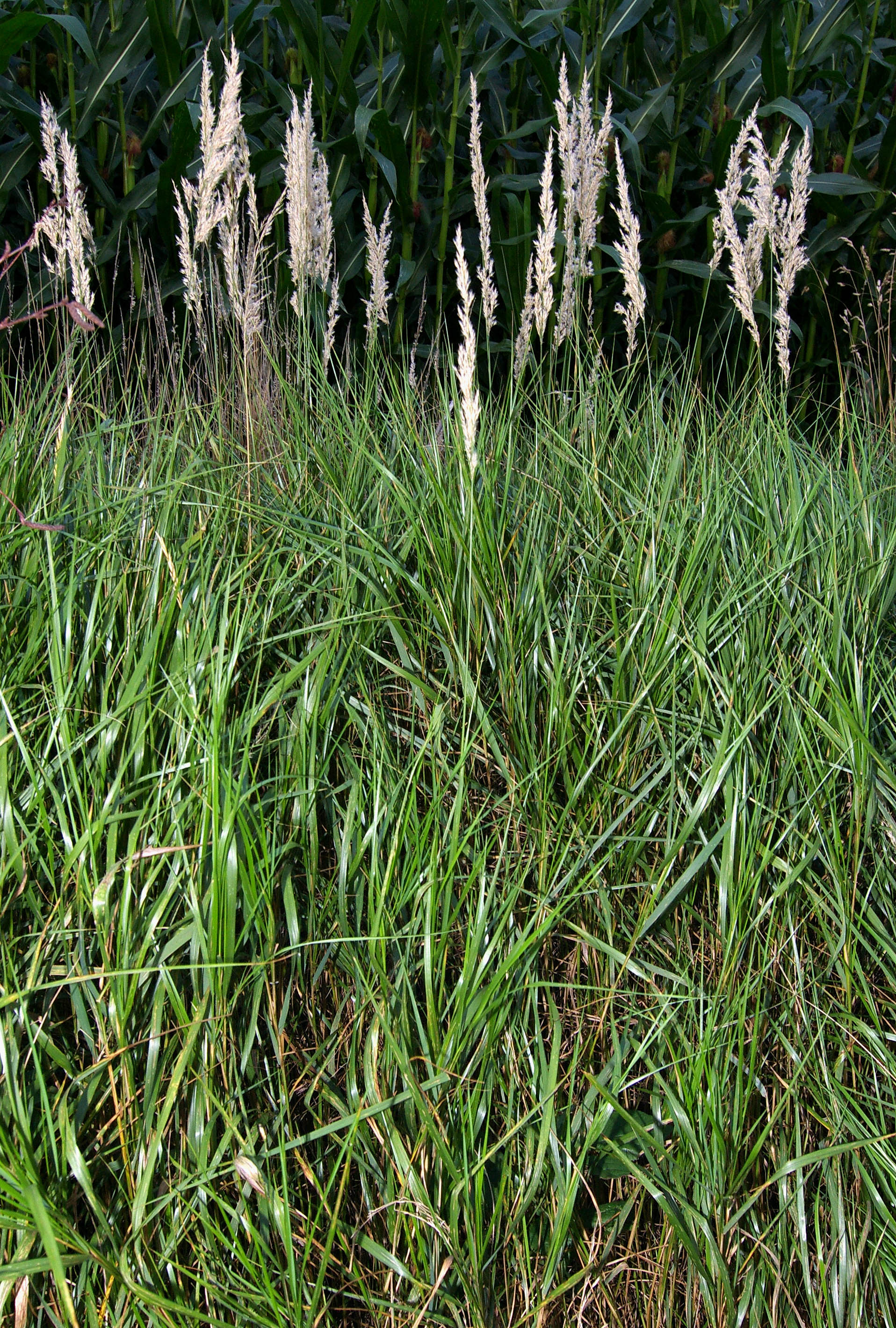
Hennegras

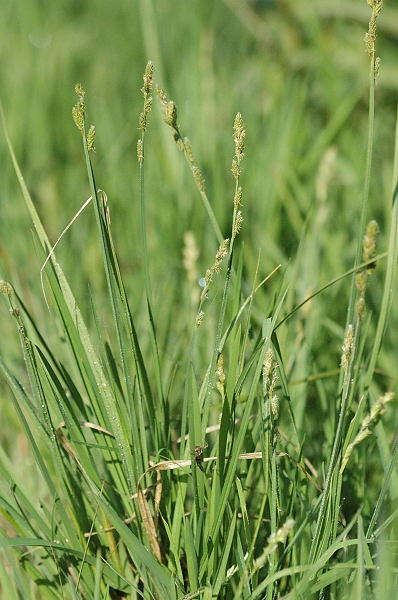
Zompzegge

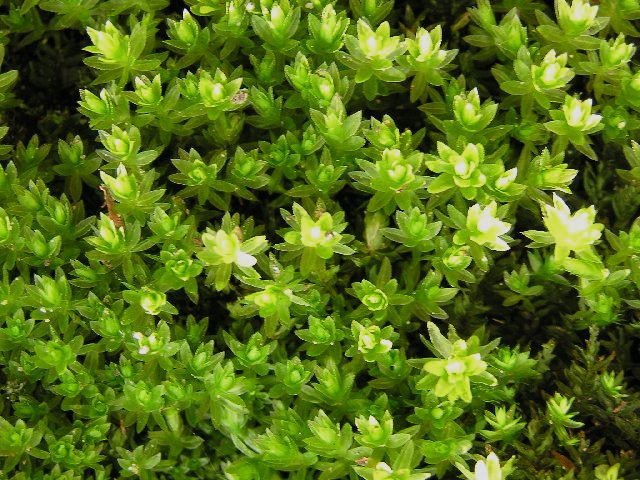
Gewoon sterrenmos

Boomlaag
| Kentaxon | Diff.soort | Presentie | Triviale naam | Botanische naam  | Opmerking                     |
| -------- | ---------- | --------- | ------------- | ---------------- | ----------------------------- |
| kK       |            | 100%      | zachte berk   | Betula pubescens |                               |
|          | dA         | > 40%     | zwarte els    | Alnus glutinosa  | t.o.v. het dophei-berkenbroek |
|          |            | > 40%     | zomereik      | Quercus robur    |                               |
|          |            | > 40%     | grauwe wilg   | Salix cinerea    |                               |

Struiklaag
| Kentaxon | Diff.soort | Presentie | Triviale naam    | Botanische naam  | Opmerking |
| -------- | ---------- | --------- | ---------------- | ---------------- | --------- |
|          |            | > 50%     | sporkehout       | Frangula alnus   |           |
|          |            | > 40%     | wilde lijsterbes | Sorbus aucuparia |           |

Kruidlaag
| Kentaxon | Diff.soort | Presentie | Triviale naam      | Botanische naam         | Opmerking                     |
| -------- | ---------- | --------- | ------------------ | ----------------------- | ----------------------------- |
|          | dA         | > 50%     | hennegras          | Calamagrostis canescens | t.o.v. het dophei-berkenbroek |
|          | dA         | > 50%     | gewoon riet        | Phragmites australis    | t.o.v. het dophei-berkenbroek |
|          |            | > 40%     | smalle stekelvaren | Dryopteris carthusiana  |                               |
|          |            | > 40%     | pijpenstrootje     | Molinia caerulea        |                               |
|          | dA         | > 30%     | grote wederik      | Lysimachia vulgaris     | t.o.v. het dophei-berkenbroek |
|          |            | > 30%     | gewone braam       | Rubus fruticosus        |                               |
|          | dA         | > 20%     | zompzegge          | Carex curta             | t.o.v. het dophei-berkenbroek |
|          |            | > 20%     | pitrus             | Juncus effusus          |                               |
|          | dA         | > 20%     | wilde kamperfoelie | Lonicera periclymenum   | t.o.v. het dophei-berkenbroek |
|          | dA         | > 20%     | moerasstruisgras   | Agrostis canina         | t.o.v. het dophei-berkenbroek |

Moslaag
| Kentaxon | Diff.soort | Presentie | Triviale naam     | Botanische naam            | Opmerking                     |
| -------- | ---------- | --------- | ----------------- | -------------------------- | ----------------------------- |
|          | dA         | > 60%     | gewoon sterrenmos | Mnium hornum               | t.o.v. het dophei-berkenbroek |
|          | dA         | > 50%     | gewimperd veenmos | Sphagnum fimbriatum        | t.o.v. het dophei-berkenbroek |
|          |            | > 40%     | gewoon veenmos    | Sphagnum palustre          |                               |
|          | dA         | > 30%     | haakveenmos       | Sphagnum squarrosum        | t.o.v. het dophei-berkenbroek |
|          |            | > 30%     | roodviltmos       | Aulacomnium palustre       |                               |
|          |            | > 30%     | fijn laddermos    | Kindbergia praelonga       |                               |
|          |            | > 30%     | gewoon haarmos    | Polytrichum commune        |                               |
|          |            | > 30%     | slank veenmos     | Sphagnum flexuosum         |                               |
|          |            | > 20%     | gewoon peermos    | Pohlia nutans              |                               |
|          | dA         |           | glanzend platmos  | Plagiothecium denticulatum | t.o.v. het dophei-berkenbroek |
|          | dA         |           | gewoon dikkopmos  | Brachythecium rutabulum    | t.o.v. het dophei-berkenbroek |